# Lopățica, Cahul
Lopățica este un sat din raionul Cahul, Republica Moldova.

## Demografie
Structură etnică
     moldoveni (27,02%)
     ucraineni (15,89%)
     ruși (6,36%)
     găgăuzi (3,18%)
     bulgari (47,15%)
     români (0%)
     evrei (0%)
     polonezi (0,13%)
     țigani (0%)
     alte etnii / nedeclarată (0,27%)
Conform datelor recensământului din 2004, populația localității este de 755 locuitori, dintre care 359 (47,55%) bărbați și 396 (52,45%) femei. Structura etnică a populației în cadrul localității arată astfel:
- moldoveni — 204;
- ucraineni — 120;
- ruși — 48;
- găgăuzi — 24;
- bulgari — 356;
- polonezi — 1;
- altele / nedeclarată — 2.

## Administrație și politică
Componența Consiliului local Lopățica (9 consilieri), ales la 5 noiembrie 2023, este următoarea:
|  | Partid                                       | Consilieri | Componență | Componență | Componență | Componență | Componență |
|  | -------------------------------------------- | ---------- | ---------- | ---------- | ---------- | ---------- | ---------- |
|  | Partidul Socialiștilor din Republica Moldova | 5          |            |            |            |            |            |
|  | Partidul Democrat Modern din Moldova         | 4          |            |            |            |            |            |